# Heroldo komunikas
Heroldo komunikas (HeKo) egy hírügynökség, amely információkat közöl (különösen) olyan egyesületekről, amelyek csatlakoztak az Esperanta Civito egyezményéhez. 

## Története
1999. március vége óta hetente, de 2006 júniusától naponta jelenik meg. A hasonló név ellenére nem a Heroldo de Esperanto online változata.
A HeKo-t az LF-koop alapította 2001 júniusában, majd az Esperanto Civito-nak adományozták, amelynek azóta is egyetlen hivatalos hírügynöksége. Felszeghy Judit, majd Bartek Anna és Ljubomir Trifonchovski voltak a felelősek a tartalomért.

## Fordítás
- Ez a szócikk részben vagy egészben  a   Heroldo komunikas című eszperantó Wikipédia-szócikk ezen változatának fordításán alapul.  Az eredeti cikk szerkesztőit annak laptörténete sorolja fel. Ez a jelzés csupán a megfogalmazás eredetét és a szerzői jogokat jelzi, nem szolgál a cikkben szereplő információk forrásmegjelöléseként.